# جزر و مد (مجموعه تلویزیونی)
جزر و مد (به ترکی استانبولی: Medcezir) یک مجموعهٔ تلویزیونی درام ترکی است که توسط «اجه یورنچ» و «ملک گنچ‌اوغلو» نوشته شده است. قسمت اول این مجموعه در ۱۳ سپتامبر ۲۰۱۳ از کانال استار تی‌وی پخش شد. این مجموعه اقتباسی از سریال آمریکایی او. سی است که توسط جاش شوارتز ساخته شده است.

## خلاصه داستان
یامان پسری باهوش، خوش چهره و ساده از بچه محله‌های پایین‌شهر استانبول به نام توزودره است.
او روز تولد برادرش کنان ناخواسته به اجبار برادرش ماشین مدل بالایی را می‌دزدد و بعد با او تصادف می‌کند. برادرش چون سابقه داشته است به یک سال حبس محکوم می‌شود اما یامان به خاطر کمک وکیلی به اسم سلیم که کارش رسیدگی به نوجوان‌های بی‌گناه و کمک کردن به آنها است نجات پیدا می‌کند. بعد از آن سلیم، یامان را برای کار به خانه‌اش دعوت می‌کند و…

## بازیگران و شخصیت‌ها

### شخصیت‌های اصلی
- چاغاتای اولوسوی در نقش یامان کوپر، جوان باهوشی از پایین‌شهر و محله توزلودره (به ترکی به معنای دره خاکی) است که در خانه‌ای پرماجرا بزرگ شده است. پدر آنها را سال‌ها پیش ترک کرده و از آن زمان دیگر با هم ملاقات نداشته‌اند. او با مادر، برادر و ناپدری اش زندگی می‌کند.
- سرنای ساریکایا در نقش میرا بیلیجه، دختر بزرگ فاروغ و سوده، ثروتمند و زیبا. میرا سال هاست با اورکون جوان اوغلو، تک فرزند تاجری بزرگ، دوست است؛ و از روز اول هر کس می‌داند که آن‌ها با هم ازدواج خواهند کرد. اما میرا می‌داند که دنیا به اندازهٔ آنچه در اطراف او اتفاق می‌افتد زیبا نیست؛ و برای یک رابطهٔ احساسی عمیق خیال پردازی می‌کند… یک عشق بزرگ! میرا با پدر، مادر و خواهر کوچکترش برن زندگی می‌کند.
- باریش فالای در نقش سلیم سرز، از یک خانوادهٔ فقیر، با تلاش و پشتکار درس خوانده و نهایتاً وکیل موفق و پر آوازه ای شده و برای خودش زندگی خوبی دست و پا کرده. از ابتدای دانشگاه با اندر آشنا شده، و زندگی عاشقانه و آرامی دارند. صاحب یک پسر به نام مرت نیز می‌باشد.
- مینه توگای در نقش اندر کایا سرز، دختر معمار بزرگ، عاصم شکیپ کایا، خودش هم یک معمار موفق است. سال اول دانشگاه، عاشق سلیم شد. اندر که تا آن روز قدرت را تنها در پول می‌دید، تحت تأثیر سلیم و زندگی معمولی او قرار می‌گیرد؛ و پس ار مدت کوتاهی از آشناییشان با وجود مخالفت شدید پدرش، آقای عشق، با سلیم ازدواج می‌کند. بعد از مدتی پسرشان مرت را به دنیا می‌آورد و به سختی به درس خواندن ادامه می‌دهد. مینه توگای در فصل دوم از ادامهٔ همکاری با گروه انصراف داد.
- متین آکدولگر در نقش اورکون سیوان‌اوغلو، دوست دوران بچگی میرا، که هم‌اکنون رسماً دوست پسر میرا هم هست. اصلاً از یامان خوشش نمی‌آید؛ و برای دور کردن او از میرا هر کاری می‌کند و شاد است.
- تانر اولمز در نقش مرت، تنها پسر خانواده سرز که در ناز و نعمت بزرگ شده. بسیار باهوش است، در کودکی چون با هم سن و سال‌هایش ارتباط برقرار نمی‌کرد. به سمت بزرگ‌ترها کشیده شد. مرت در تنهایی خود داستان مصور می‌کشد و با قهرمانان آن‌ها دوست می‌شد. از کودکی عاشق ایلول است، ولی ایلول او را جدی نمی‌گیرد.
- هازار ارگچلو در نقش ایلول بلوتر، بهترین دوست میرا، ایلول هم مثل میرا لای پر قو بزرگ شده، و فکر می‌کند دنیا به اندازهٔ دنیای آن‌ها زیباست؛ و به جز محله ای که در آن زندگی می‌کند و مسایل آن به هیچ چیز اهمیت نمی‌دهد. با امکاناتی که خانوده اش برایش فراهم می‌کنند زندگی خوبی دارد؛ و دختر بسیار پر انرژی و فعالی است. اما در کودکی مادرش را از دست داده است. پدرش جراح زیبایی است.
- شبنم دونمز در نقش سوده بیلیجه، زنی بسار زیبا و شیک، که زندگی سخت و فقیرانهٔ گذشته اش و انسان‌های مربوط به آن دوران را کاملاً فراموش کرده و با مردی ثروتمند ازدواج کرده است تا بتواند خیال‌هایش را به واقعیت تبدیل کند. سوده مورد توجه همه، به خصوص مردهای جوان است و خودش این مسئله را خوب می‌داند.
- دفنه کایالار در نقش صدف کایا، خواهر کوچک اندر. زمانی که اندر و فاروغ دوست بودن، فاروغ هم دلباخته صدف بوده است. زنی بسیار پر انرژی و خوش گذران.
- مراد آیگن در نقش فاروغ بیلیجه، همسر سوده، زمان مدرسه عاشق اندر بوده، و مدتی با هم دوست بودند. خانواده بیلیجه و سرز با هم همسایه دیوار به دیوار هستند.
- میرای دانر در نقش برن بیلیجه، خواهر میرا، دختری با شیطون و فضول است. و لوبیا دوست دارد.

### شخصیت‌های مکمل
- جان گورزپ در نقش عاصم شکیپ کایا، پدر اندر و صدف، مردی ۶۰ ساله و بسیار قدرتمند یکی از سهامداران یا بهتر بگیم رئیس دانشگاهی که یامان در آن درس می‌خواند. علاقه‌مند به زنان زیبا و جوان. مخالف سر سخت سلیم سرز به خاطر ازدواج بدون اجازه دخترش اندر با سلیم.
- علی آکسووز در نقش کنعان کوپر، برادر بزرگ یامان، ابتدای داستان یک ماشین لوکس و گران‌قیمت را می دزد و خود و برادرش را در دردسر می‌اندازد.
- سیبل تاشچلاوغلو در نقش نوین کوپر، مادر یامان و کنعان، همسر حسن. با وجود عدم توافقش و ناسازگاری با حسن، به اجبار همچنان به ازدواج خود ادامه می‌دهد.
- کورشات آلنیاچیک در نقش نادر باکتیراوغلو/ تورونچ نادر، یکی از دشمنان پدر یامان و کنان. زن و همسرش را به خاطر او از دست داده، به همین خاطر قصد انتقام دارد.
- جنک کانگز در نقش حسن، ناپدری یامان و کنعان، فردی بسیار پول دوست، که برای به دست آوردن پول فرزندخوانده‌هایش را به راحتی می‌کشد و می‌خورد.

## انتشار
| شماره فصل | روز و ساعت پخش    | قسمت اول فصل    | قسمت پایانی فصل      | تعداد قسمت‌ها | شماره قسمت‌ها | سال پخش   | شبکه             |
| --------- | ----------------- | --------------- | -------------------- | ------------ | ------------ | --------- | ---------------- |
| ۱         | جمعه‌ها ساعت ۲۰٫۰۰ | ۱۳ سپتامبر ۲۰۱۳ | ۱۳ جوئن ۲۰۱۴         | ۳۸           | ۳۸–۱         | ۲۰۱۴–۲۰۱۳ | استار تی‌وی ترکیه |
| ۲         | جمعه‌ها ساعت ۲۰٫۳۰ | ۱۲ سپتامبر ۲۰۱۴ | ۱۲ جوئن ۲۰۱۵ (پایان) | ۳۹           | ۷۷–۳۹        | ۲۰۱۵–۲۰۱۴ | استار تی‌وی ترکیه |

## تولید
شرکت وارنر برادرز، به شهر استانبول رفته، و از محل فیلم‌برداری مجموعهٔ تلویزیونی بازدید کرده است. وی از نحوه انتخاب بازیگران و تغییرات ایجاد شده در فیلم‌نامه اعلام رضایت کرد؛ و افزود «فکر می‌کنم نسخهٔ ترکی مجموعهٔ تلویزیونی او. سی حداقل به اندازهٔ نسخهٔ اصلی خوب خواهد بود.» قسمت اول این مجموعهٔ تلویزیونی در رده‌بندی بین ۱۰۰ برنامه در رتبهٔ نخست قرار گرفت و نشان داد مسیر درخشانی در پیش دارد.

## جوایز و نامزدی‌ها
| سال  | جایزه                              | دسته‌بندی                                        | برنده\نامزد                      | نتیجه    |
| ---- | ---------------------------------- | ----------------------------------------------- | -------------------------------- | -------- |
| ۲۰۱۳ | جوایز مجلهٔ سیاست                   | مجموعهٔ تلویزیونی سال                            | جزر و مد                         | برنده    |
| ۲۰۱۳ | جوایز مجلهٔ سیاست                   | بازیگر زن سال تلویزیون                          | سرنای ساریکایا                   | برنده    |
| ۲۰۱۳ | جوایز مجلهٔ سیاست                   | بازیگر مرد سال تلویزیون                         | چاغاتای اولوسوی                  | برنده    |
| ۲۰۱۴ | جوایز ستاره‌های تلویزیونی           | بهترین مجموعهٔ تلویزیونی درام                    | جزر و مد                         | برنده    |
| ۲۰۱۴ | جوایز ستاره‌های تلویزیونی           | بهترین مجموعهٔ تلویزیونی نوجوانان                | جزر و مد                         | نامزدشده |
| ۲۰۱۴ | جوایز ستاره‌های تلویزیونی           | بهترین بازیگر مرد مجموعهٔ تلویزیونی‌های درام      | چاغاتای اولوسوی                  | برنده    |
| ۲۰۱۴ | جوایز ستاره‌های تلویزیونی           | بهترین بازیگر زن مجموعهٔ تلویزیونی‌های درام       | سرنای ساریکایا                   | برنده    |
| ۲۰۱۴ | جوایز ستاره‌های تلویزیونی           | بهترین بازیگر مرد مکمل مجموعهٔ تلویزیونی‌های درام | باریش فالای                      | برنده    |
| ۲۰۱۴ | جوایز ستاره‌های تلویزیونی           | بهترین بازیگر مرد مکمل مجموعهٔ تلویزیونی‌های درام | تانر اولماز                      | نامزدشده |
| ۲۰۱۴ | جوایز ستاره‌های تلویزیونی           | بهترین بازیگر زن مکمل مجموعهٔ تلویزیونی‌های درام  | هازار ارگچلو                     | نامزدشده |
| ۲۰۱۴ | جوایز ستاره‌های تلویزیونی           | بهترین بازیگر زن مکمل مجموعهٔ تلویزیونی‌های درام  | مینه توگای                       | برنده    |
| ۲۰۱۴ | جوایز ستاره‌های تلویزیونی           | بهترین بازیگر زن مکمل مجموعهٔ تلویزیونی‌های درام  | شبنم دونمز                       | نامزدشده |
| ۲۰۱۴ | جوایز ستاره‌های تلویزیونی           | بهترین کارگردان مجموعهٔ تلویزیونی                | علی بیلجین                       | نامزدشده |
| ۲۰۱۴ | جوایز ستاره‌های تلویزیونی           | بهترین فیلم‌نامه مجموعهٔ تلویزیونی                | اجه یورنج                        | نامزدشده |
| ۲۰۱۴ | جوایز ستاره‌های تلویزیونی           | بهترین موسیقی مجموعهٔ تلویزیونی                  | تویگار اشیکلی                    | برنده    |
| ۲۰۱۴ | جوایز تلویزیونی بیلکنت             | بهترین مجموعهٔ تلویزیونی دراما                   | جزر و مد                         | برنده    |
| ۲۰۱۴ | جوایز سایت بازیگران                | بهترین بازیگر مرد                               | چاغاتای اولوسوی                  | برنده    |
| ۲۰۱۴ | ۲۰۱۴                               | بهترین بازیگر زن                                | سرنای ساریکایا                   | برنده    |
| ۲۰۱۴ | ۲۰۱۴                               | بهترین زوج سال                                  | سرنای ساریکایا - چاغاتای اولوسوی | برنده    |
| ۲۰۱۴ | جوایز موفقیت دانشگاه تکیک استانبول | بهترین مجموعهٔ تلویزیونی سال                     | جزر و مد                         | برنده    |
| ۲۰۱۴ | جوایز موزیک کرال ترکیه             | بهترین موسیقی مجموعهٔ تلویزیونی                  | تویگار اشیکلی                    | برنده    |
| ۲۰۱۴ | جوایز دانشگاه تکنیک کارادنیز       | بهترین مجموعهٔ تلویزیونی درام                    | جزر و مد                         | برنده    |
| ۲۰۱۴ | جوایز دانشگاه تکنیک کارادنیز       | بهترین بازیگر مرد                               | چاغاتای اولوسوی                  | برنده    |
| ۲۰۱۴ | جوایز دانشگاه تکنیک کارادنیز       | بهترین بازیگر زن                                | سرنای ساریکایا                   | برنده    |
| ۲۰۱۴ | جوایز دانشگاه گالاتاسرای           | بهترین مجموعهٔ تلویزیونی                         | جزر و مد                         | برنده    |
| ۲۰۱۴ | جوایز چاناکالا                     | بهترین مجموعهٔ تلویزیونی سال                     | جزر و مد                         | برنده    |
| ۲۰۱۴ | جوایز چاناکالا                     | بهترین بازیگر مرد                               | چاغاتای اولوسوی                  | برنده    |
| ۲۰۱۴ | جوایز چاناکالا                     | بهترین بازیگر زن                                | سرنای ساریکایا                   | برنده    |
| ۲۰۱۴ | بهترین‌های سال سایت Magazinci.com   | بهترین مجموعهٔ تلویزیونی نوجوانان                | جزر و مد                         | برنده    |
| ۲۰۱۴ | بهترین‌های سال سایت Magazinci.com   | بهترین بازیگر زن                                | سرنای ساریکایا                   | برنده    |
| ۲۰۱۴ | جوایز پروانهٔ طلایی                 | بهترین موسیقی مجموعهٔ تلویزیونی                  | تویگار اشیکلی                    | برنده    |
| ۲۰۱۴ | جوایز پروانهٔ طلایی                 | بهترین بازیگر زن                                | سرنای ساریکایا                   | برنده    |
| ۲۰۱۴ | جوایز سئول دراماتیک                | نشان نقره بهترین مجموعهٔ تلویزیونی               | جزر و مد                         | برنده    |